# Mega Center Alma-Ata
Das Mega Center Alma-Ata ist ein Einkaufszentrum in der kasachischen Stadt Almaty. Es liegt im Südwesten der Stadt und ist Teil der Handelskette MEGA, die insgesamt vier solcher Einkaufszentren in Kasachstan betreibt.
Das Einkaufszentrum beherbergt 125 Läden auf zwei Stockwerken. Unter den Geschäften befinden sich Bekleidungsgeschäfte, Schuhgeschäfte, Cafés und zahlreiche Restaurants. Auch ein Kino, eine Kletterwand, eine Eisbahn und ein Family Entertainment Center. Im Untergeschoss befindet sich eine Tiefgarage.
Im Mega Center Alma-Ata haben zahlreiche internationale Unternehmen, wie etwa Clarks, Chevignon, Lacoste, Tommy Hilfiger, United Colors of Benetton, Adidas, Puma, Anabi Jewelleries und Pizza Hut Filialen eröffnet.

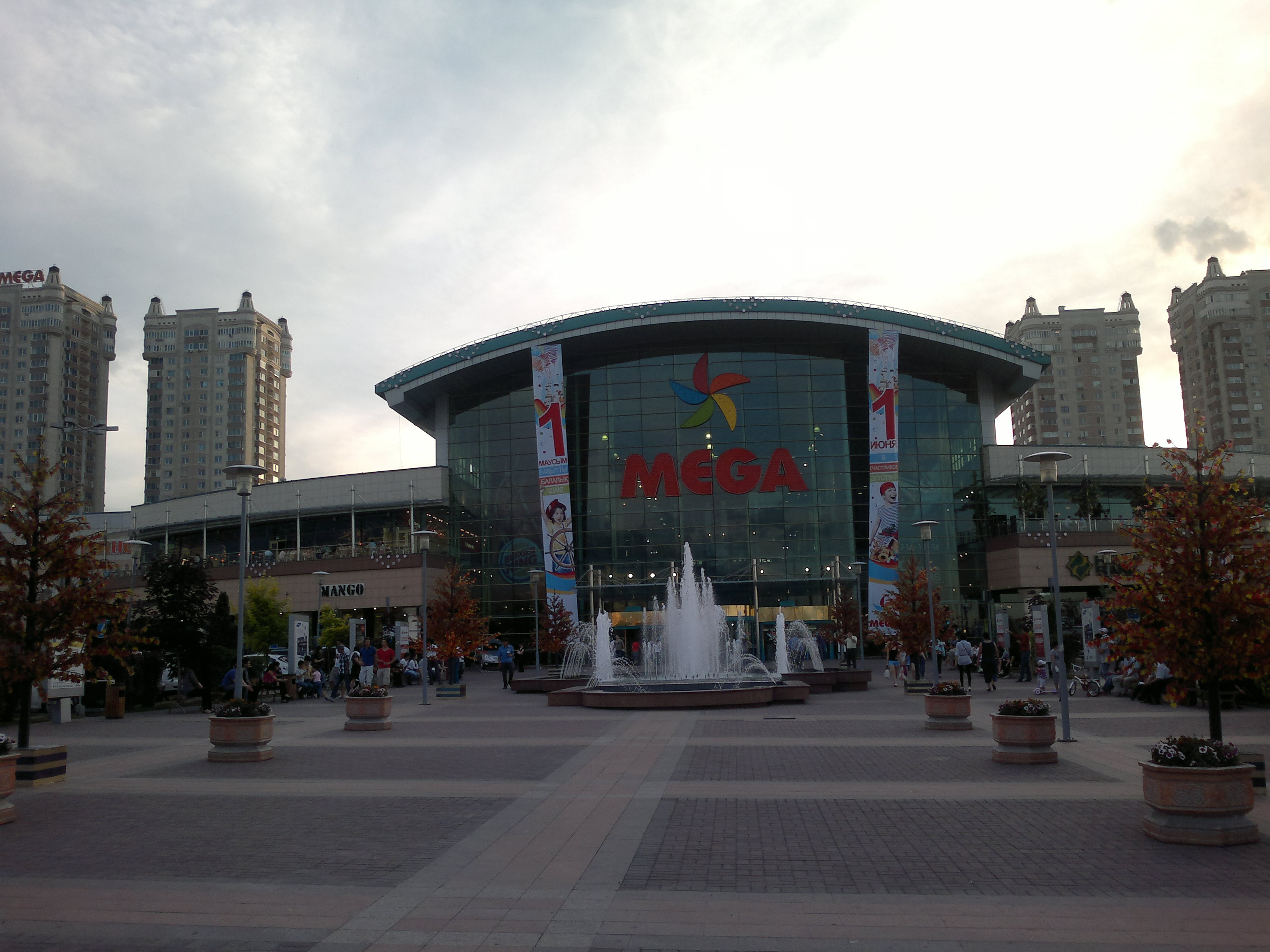
Ansicht des Eingangs (2012)